# Pacific Fire
Albums de George Benson
In Your Eyes
(1983) I Got a Woman and Some Blues
(1984)
Pacific Fire est le vingtième album studio du guitariste et chanteur de jazz américain George Benson, sorti en 1983 chez CTI Records. 
L'album est composé de titres inédits enregistrés en juillet et octobre 1975 lors des sessions de Good King Bad et a été produit par Creed Taylor. Il est considéré comme le dernier album de George Benson pour CTI Records, bien que Benson & Farrell, enregistré en 1976 après Breezin', soit le dernier album que Benson ait enregistré pour le label. 
Pacific Fire a fait l'objet d'une première édition officielle en disque compact, sortie au Japon, le 6 décembre 2017,.

## Liste des titres
| 1. | Knock on Wood      | - Eddie Floyd - Steve Cropper   | 8:15 |
| 2. | Moody's Mood       | - James Moody - Eddie Jefferson | 6:26 |
| 3. | Bandoleros Caballa | Ronnie Foster                   | 3:42 |

| 4. | Melodia Español                           | - George Benson - Hubert Laws | 4:38 |
| 5. | Pacific Fire                              | Foster                        | 6:58 |
| 6. | Let Your Love Come Out                    | Foster                        | 2:31 |
| 7. | Em (précédemment paru dans Good King Bad) | Philip Namanworth             | 5:19 |

## Crédits
- George Benson – guitare, arrangements (2, 4)
- Eric Gale – guitare rythmique
- Ronnie Foster (en) – claviers, piano acoustique solo (5), arrangements (3, 5, 6)
- Don Grolnick – claviers
- Roland Hanna – claviers, piano acoustique solo (2)
- Bobby Lyle – claviers
- Gary King (en) – basse électrique, arrangements (7)
- Dennis Davis – batterie
- Steve Gadd – batterie
- Andy Newmark – batterie
- Sue Evans – percussion
- Michael Brecker – saxophone, flute, instruments à vent
- Ronnie Cuber – saxophone, flute, instruments à vent
- Joe Farrell – saxophone, flute, instruments à vent
- Romeo Penque – saxophone, flute, instruments à vent
- David Sanborn – saxophone, flute, instruments à vent
- David Tofani (en) – saxophone, flute, instruments à vent
- Frank Vicari (en) – saxophone, flûte, instruments à vent
- Hubert Laws – flûte solo (4)
- Fred Wesley – trombone solo (1, 5)
- Randy Brecker – trompette
- Dave Matthews (en) – arrangements (1)

Production
- Creed Taylor – producteur
- Rudy Van Gelder – ingénieur du son
- Chuck Stewart – photographie
- Blake Taylor – conception, pochette